# Schönhauser Allee

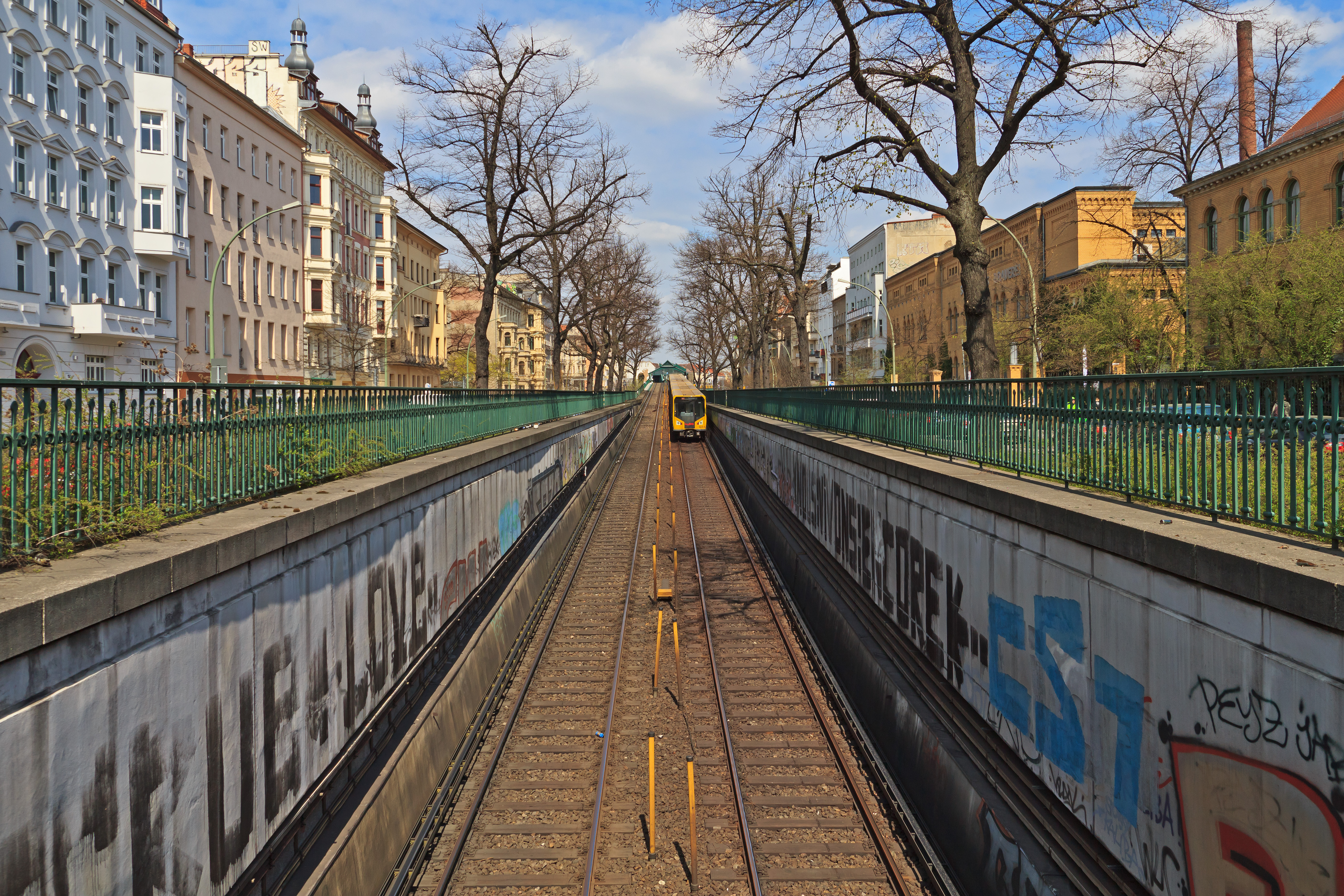
La metropolitana in Schönhauser Allee

La Schönhauser Allee è una strada di Berlino, nel quartiere di Prenzlauer Berg. È uno dei maggiori assi commerciali della città.
Il tratto a nord di Danziger Straße è parte della Bundesstraße 96a.
Di origine medievale, la Schönhauser Allee fu piantumata e regolarizzata all'inizio del XVIII secolo come collegamento fra Berlino e il castello di Schönhausen (da cui la strada prende il nome).
La strada è fiancheggiata da case d'affitto (Mietskaserne) ottocentesche, tipiche del quartiere. A nord di Senefelderplatz è caratteristico il viadotto in ferro della metropolitana sopraelevata (linea U2), detto colloquialmente Magistratsschirm ("ombrello del sindaco"). Sulla tratta vi sono due stazioni, Eberswalder Straße e Schönhauser Allee (corrispondenza con la Ringbahn), progettate dall'architetto Alfred Grenander.